# Бразильско-венесуэльские отношения

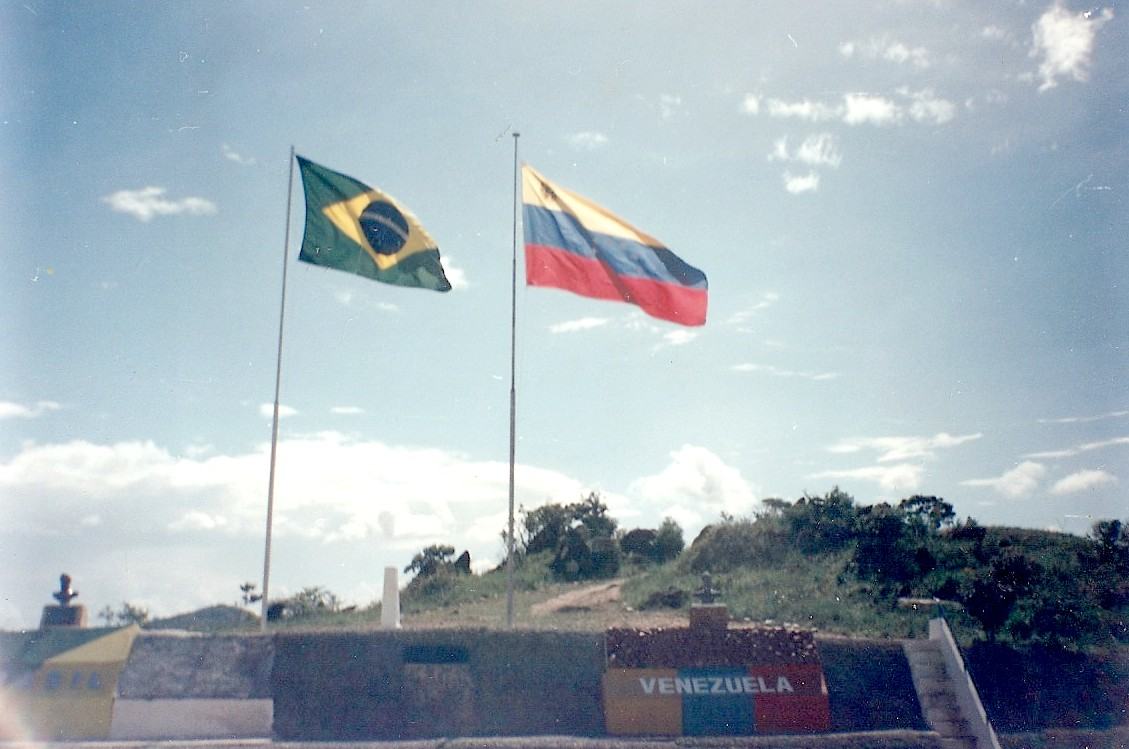
Бразильский и венесуэльский флаг на границе

Бразильско-венесуэльские отношения — двусторонние дипломатические отношения между Бразилией и Венесуэлой. Протяжённость государственной границы между странами составляет 2137 км.

## История
В последнем десятилетии Бразилия установила более тесные отношения с Венесуэлой и выделяет их в числе приоритетных. В 2005 году страны объявили о начале стратегического партнёрства, в 2007 году пришли к договорённости организовывать регулярные встречи президентов, а в 2012 году Венесуэла была принята в Меркосур. Бразильские строительные компании участвуют в развитии инфраструктуры Венесуэлы (строительство дорог, гидроэлектростанций, линий метрополитена и систем орошения). В январе 2015 года лидеры обеих стран договорились перейти на новый уровень двусторонних отношений и расширить экономическое сотрудничество.
В 2016 году отношения между странами резко ухудшились после импичмента президента Бразилии Дилмы Русеф, венесуэльские политики назвали произошедшее — «государственным переворотом». 24 декабря 2017 года президент Венесуэлы Николас Мадуро принял решение о высылке бразильских дипломатов из страны, обвинив Бразилию во вмешательстве во внутренние дела страны. 27 декабря 2017 года Бразилия объявила венесуэльских дипломатов персонами нон грата и выслала из страны. 

## Торговые отношения
В 2007 году экспорт Бразилии в Венесуэлу составил сумму 3,8 млрд. долларов США, а экспорт товаров из Венесуэлы в Бразилию был осуществлен на сумму 269 млн долларов США. В 2013 году экспорт из Бразилии в Венесуэлу составил сумму около 5 млрд долларов США, что сделало эту страну вторым крупнейшим партнёром Бразилии в Южной Америке, после Аргентины. В 2013 году общая сумма бразильских инвестиций в экономику Венесуэлы составляла около 20 млрд долларов США.